# Drosophila nagarholensis
Drosophila nagarholensis är en tvåvingeart som beskrevs av Prakash och C. Adinarayana Reddy 1980. Drosophila nagarholensis ingår i släktet Drosophila och familjen daggflugor.
Artens utbredningsområde är Indien.